# Noemi Kistler
Noemi Kistler (* 2000) ist eine Schweizer Unihockeyspielerin. Sie steht beim Nationalliga-A-Vertreter Zug United unter Vertrag.

## Karriere

### UHC Zugerland
Kistler begann ihre Karriere beim Zug United. Später wechselte sie zum Partnerverein UHC Zugerland in den Nachwuchs, wo sie zu mehr Spielpraxis kommen sollte. Nach 10 partien in der U21 -Mannschaft konnte sie ein Score von einem Tor und vier Assist vorweisen. Das Talent der Defensivakteurin blieb den Verantwortlichen von Zug United nicht verborgen.

### Zug United
2016 debütierte sie in der ersten Mannschaft des Zug United in der Nationalliga A (Unihockey). Am 11. April 2017 gab Zug United die Vertragsverlängerung um ein Jahr bekannt. Ein Jahr später verkündete der Verein, dass Kistler weiterhin für Zug United auflaufen wird.